# Stílos

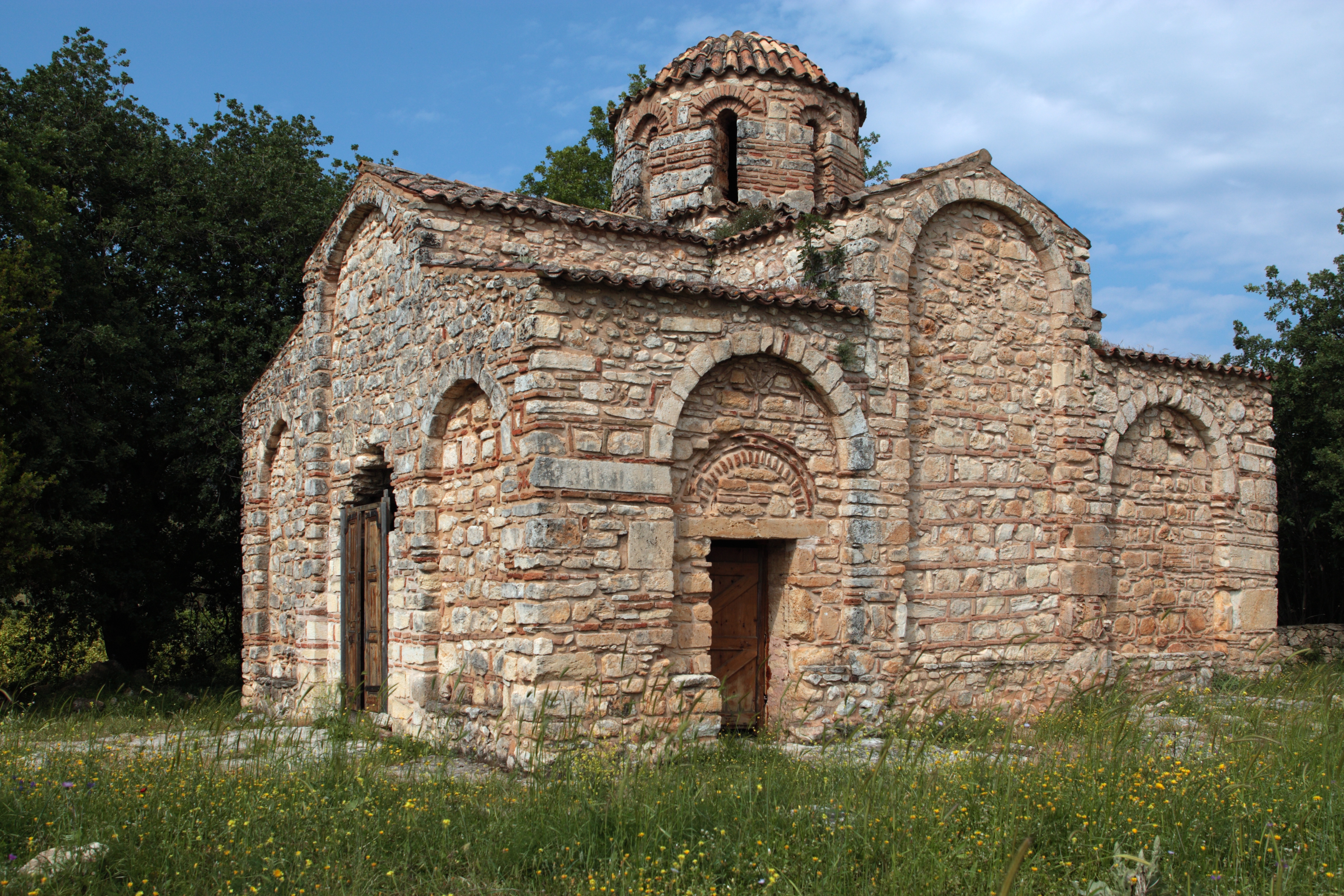
A igreja bizantina do século XII Panagia Serviotisa

Stílos ou Stylos (em grego: Στύλος) é uma aldeia da ilha de  Creta, Grécia, unidade municipal de Arméni, município de Apocórona da unidade regional de Chania. O antigo município tem 10,9 km² e 484 habitantes. Situa-se a menos de 7 km a sudoeste de Megála Choráfia, a aldeia junto às ruínas da antiga cidade de Áptera e 20 km a sudeste do centro de Chania (distâncias por estrada). Nas imediações existiu um assentamento minoico onde foram encontrados vestígios arqueológicos que remontam ao século XIV–XIII a.C.

## Descrição
A etimologia grega do nome da aldeia é "coluna" ou "pilar", mas não há qualquer elemento topográfico ou arquitetónico que explique a origem do nome.
A aldeia encontra-se junto às encostas setentrionais das Montanhas Brancas, num vale fértil e coberto de árvores por onde corre o rio Koiliaris (antigo Pictos), que atravessa a aldeia. A área tem várias nascentes de água e é conhecida localmente pelos seus restaurantes (tavernas em grego) à beira do rio, com esplanadas à sombra de plátanos (Platanus orientalis) e eucaliptos gigantescos, populares para celebração de festas de casamentos e batizados.
Outra das atrações turísticas locais é a garganta de Dyktamou, que pode ser visitada fazendo um percurso pedestre de 10 km que requer alguma perícia menor de escalada e que desce desde Katechori, a 300 metros de altitude, até Faraggi, uma pequena aldeia à saída de Stílos.
A aldeia vive sobretudo da agricultura e do turismo (restaurantes e casas de férias espalhadas pelas colinas vizinhas, usadas sobretudo a turistas do continente grego e do Reino Unido). Alguns dos seus habitantes trabalham em Chania ou Suda. As marcas de água mineral Samaria e Stylos, populares em Creta e na Grécia continental, são engarrafadas na Etanap, uma fábrica de engarrafamento abastecida pelas nascentes locais.
Em 26 e 27 de maio de 1941, durante a invasão alemã de Creta Stílos foi palco de combates entre o 85º Regimento de Montanha austríaco e as tropas de retaguarda da Nova Zelândia e da Austrália, tendo estas últimas conseguido atrasar os invasores alemães que perseguiam as tropas aliadas que retiravam para Sfakiá, na costa sul da ilha. As gentes locais deram refúgio aos aliados que ficaram para trás depois da evacuação e ajudaram-nos a fugir da ilha. Como represália, os alemães destruíram algumas das aldeias da região.

## Vestígios arqueológicos minoicos

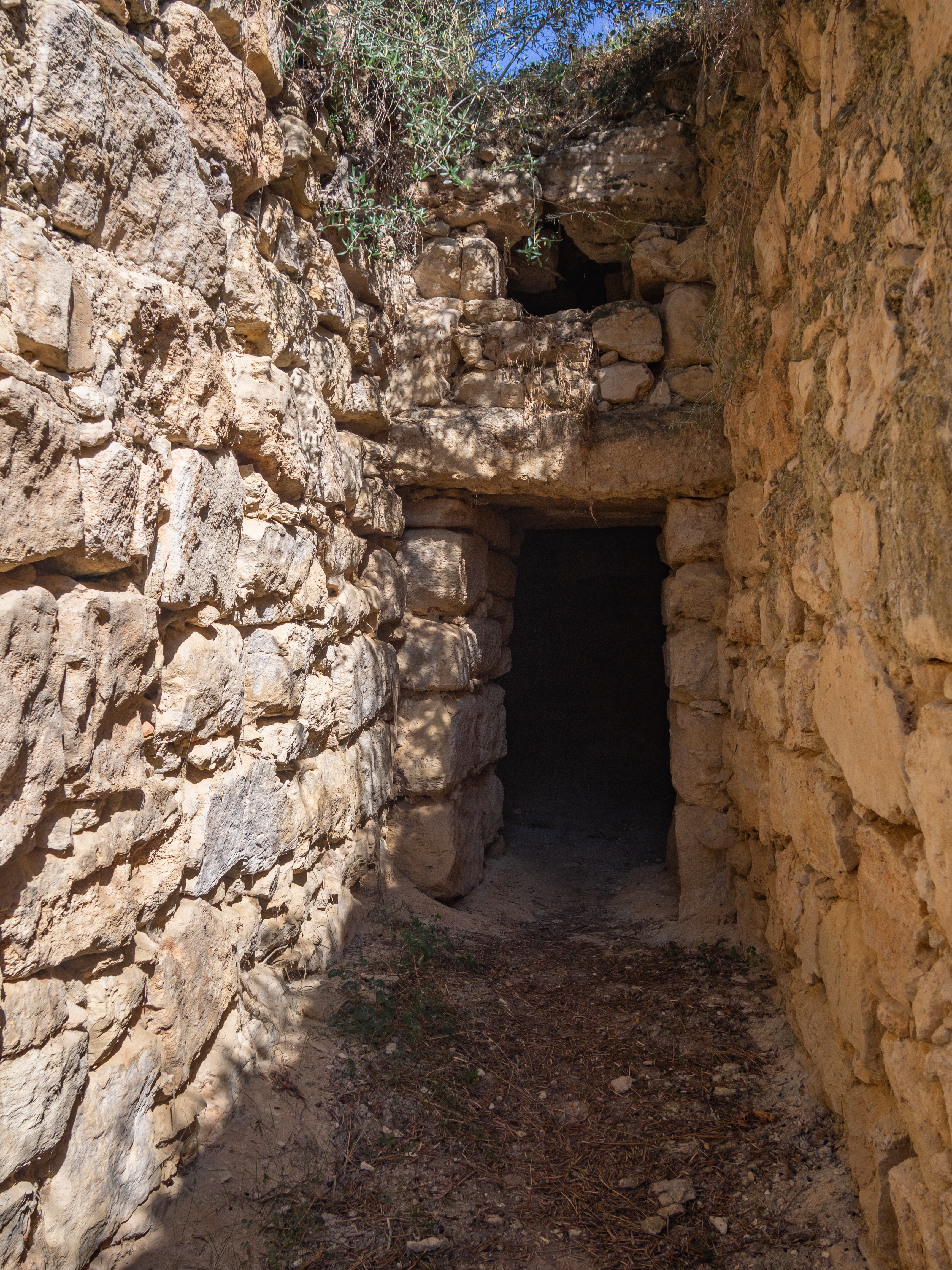
Túmulo tolo

Na zona a norte da aldeia, entre esta e Megála Choráfia, existiu um importante assentamento minoico, provavelmente associado à vizinha Áptera. O local ainda não foi objeto de escavações sistemáticas, mas dois quilómetros a noroeste da aldeia, em Sternaki, durante as escavações realizadas a partir de 1961 por N. Platon e C. Davaras, foram descobertos e estudados um edifício, um kiln (forno) de olaria e um túmulo tolo circular do Minoano Recente (século XIV–XIII a.C.) com um longo dromo (corredor de entrada), este último escavado em 1971.
O assentamento minoico parece ter sido ocupado ao longo de todo o período minoico, tendo sido abandonado no Minoano Recente IIIC (1 190–1 070 a.C.). O edifício escavado data do Minoano Recente III. Em 1972 foi descoberto outro edifício entre o assentamento minoico e o tolo, com uma sala oval com 7,6 por 3 metros e um pátio de entrada triangular. No final dos anos 1990 foi descoberto um grande edifício muito posterior, do século VII d.C., a oeste do assentamento minoico, do qual foram desenterradas quatro divisões e que foi usado durante dois séculos.
O túmulo, situado no meio de um olival, tem 4,3 metros de diâmetro e 4,8 m e altura no interior. A entrada tem 2,3 m de altura e acima do lintel tem um triângulo em relevo. O dromo, com 20,8 m de comprimento, está dividido em duas partes, uma delas com mais 6,3 m do que a outra e com mais uma camada de pedras, o que a torna mais alta. A meio do dromo há um poço pouco profundo a meio, escavado na rocha macia, com 1,1 por 0,7 m. Por estar vazio, desconhece-se se o poço foi usado com sepultura. A parte do dromo entre o poço e a entrada era pavimentada em pedra. No exterior, há outro pavimento com 4 metros de comprimento; pensa-se que este pavimento teria sido construído para que, ficando visível, indicasse o local onde começava o dromo.
O túmulo foi pilhado no passado, pelo que só foram encontrados fragmentos de vasos, a maior parte deles de qualidade excecional e produzidos numa fábrica célebre de Cidónia. Depois do período minoico, o túmulo foi usado como lugar de culto — no interior do triângulo em relevo acima do lintel da entrada, no dromo e no interior da parede da câmara do tolo foram encontrados pequenos vasos do Período Arcaico (séculos IX–VI a.C.).

## Igrejas

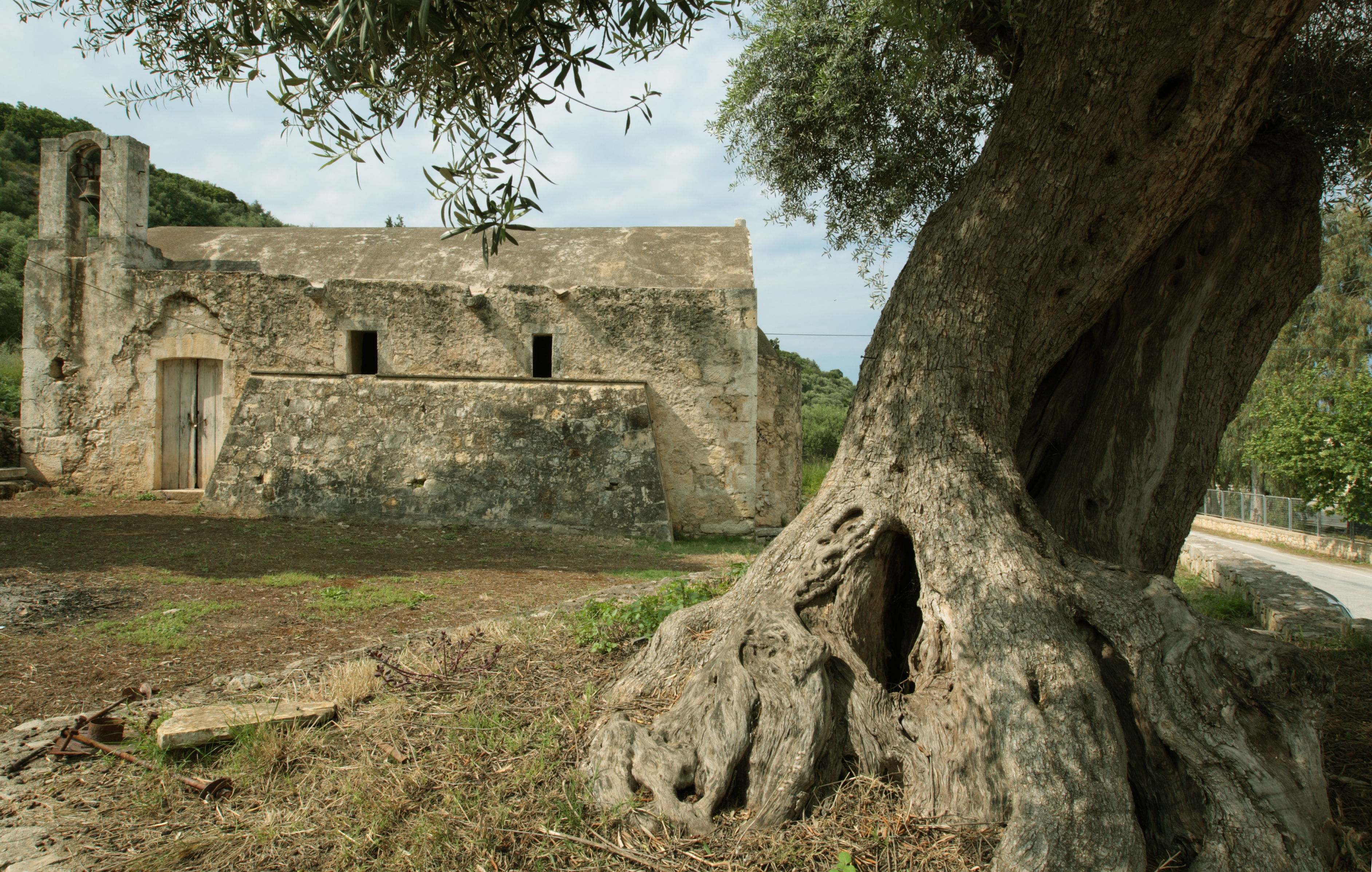
Igreja de São João, o Teólogo (Agios Ioannis Theologos)

Nas imediações da aldeia, a nordeste da estrada para Megála Choráfia, encontra-se a igreja de Panagia Serviotisa, no mosteiro de Agios Ioannis (São João), situada no meio de laranjais. A igreja, apesar de ter o interior em muito mau estado, é um dos melhores exemplos da arquitetura bizantina em Creta. Foi construída no século XII, durante o segundo período bizantino,[a] e mostra influências de novas formas de arquitetura religiosa com origem em Constantinopla. A igreja tem uma planta em cruz grega com braços iguais e uma cúpula cujo tambor se encontra na interseção das duas alas. Foi parcialmente restaurada no início do século XXI, no âmbito de um programa de restauro de igrejas em toda a unidade regional de Chania.
Stílos tem mais duas igrejas, uma bizantina, Agios Ioannis Theologos (São João, o Teólogo), situada fora da aldeia, e outra moderna, no centro. Junto à primeira podem ver-se os restos fossilizados de um elefante anão cretense (Palaeoloxodon chaniensis).